# HD 114474
HD 114474，又名CD-42 8175，SAO 223966、HR 4973，是一颗恒星，视星等为5.25，位于銀經306.77，銀緯19.35，其B1900.0坐标为赤經13h 5m 40s，赤緯-42° 19.35′ 9″。